# Dzielnica
La dzielnica (plurale dzielnice) è un'entità territoriale posta al quarto livello della suddivisione amministrativa della Polonia. La dzielnica è una frazione di comune urbano che consiste in molti casi in un quartiere o altro tipo di suddivisione cittadina. Quello che nei comuni rurali è rappresentato dal sołectwo in quelli urbani è costituito dalla dzielnica e, in alcuni casi di città più piccole, dall'osiedle. 
Col termine dzielnica si può indicare indifferentemente una suddivisione amministrativa propriamente riconosciuta, con un suo consiglio di eletti (rada dzielnicy) e in alcuni casi anche un sindaco (burmistrz), o semplicemente una frazione di una città, o, in modo informale, anche una parte di una città avente caratteri di omogeneità morfologica, demografica o economica. Nel passato questo stesso termine è stato utilizzato anche per individuare intere regioni del paese.